# Chesterfield (Illinois)
Chesterfield es una villa ubicada en el condado de Macoupin en el estado estadounidense de Illinois. En el Censo de 2010 tenía una población de 188 habitantes y una densidad poblacional de 134,17 personas por km².

## Geografía
Chesterfield se encuentra ubicada en las coordenadas 39°15′24″N 90°4′0″O / 39.25667, -90.06667. Según la Oficina del Censo de los Estados Unidos, Chesterfield tiene una superficie total de 1.4 km², de la cual 1.4 km² corresponden a tierra firme y (0%) 0 km² es agua.

## Demografía
Según el censo de 2010, había 188 personas residiendo en Chesterfield. La densidad de población era de 134,17 hab./km². De los 188 habitantes, Chesterfield estaba compuesto por el 98.4% blancos, el 0% eran afroamericanos, el 0% eran amerindios, el 0% eran asiáticos, el 0% eran isleños del Pacífico, el 0% eran de otras razas y el 1.6% pertenecían a dos o más razas. Del total de la población el 0% eran hispanos o latinos de cualquier raza.